# Aucaleuc
Aucaleuc (bretonska: Oskaleg, gallo: Laugaloec) är en kommun i departementet Côtes-d'Armor i regionen Bretagne i nordvästra Frankrike. Kommunen ligger i kantonen Dinan-Ouest som tillhör arrondissementet Dinan. År 2022 hade Aucaleuc 953 invånare.

## Befolkningsutveckling
Antalet invånare i kommunen Aucaleuc
Referens:INSEE